# Città di Caltanissetta 2013
Il Città di Caltanissetta 2013 è stato un torneo di tennis facente parte della categoria ATP Challenger Tour nell'ambito dell'ATP Challenger Tour 2013. È stata la 15ª edizione del torneo che si è giocata a Caltanissetta in Italia dal 2 al 9 giugno 2013 su campi in terra rossa e aveva un montepremi di $64,000+H.

## Partecipanti singolare

### Teste di serie
| Nazionalità | Giocatore             | Ranking* | Testa di serie |
| ----------- | --------------------- | -------- | -------------- |
| Slovacchia  | Martin Kližan         | 35       | 1              |
| Paesi Bassi | Robin Haase           | 66       | 2              |
| Argentina   | Leonardo Mayer        | 73       | 3              |
| Argentina   | Guido Pella           | 83       | 4              |
| Paesi Bassi | Thiemo de Bakker      | 95       | 5              |
| Argentina   | Martín Alund          | 100      | 6              |
| Italia      | Filippo Volandri      | 111      | 7              |
| Spagna      | Rubén Ramírez Hidalgo | 123      | 8              |

- Ranking al 27 maggio 2013.

### Altri partecipanti
Giocatori che hanno ricevuto una wild card:
- Martin Kližan
- Salvatore Caruso
- Marco Cecchinato
- Potito Starace

Giocatori che sono passati dalle qualificazioni:
- Andrea Arnaboldi
- Juan Carlos Saez
- Andrés Molteni
- Philipp Oswald

Giocatori che hanno ricevuto un entry come alternate:
- Alessandro Giannessi

## Partecipanti doppio

### Teste di serie
| Nazionalità | Giocatore        | Nazionalità | Giocatore         | Ranking* | Testa di serie |
| ----------- | ---------------- | ----------- | ----------------- | -------- | -------------- |
| Germania    | Dominik Meffert  | Austria     | Philipp Oswald    | 249      | 1              |
| Paesi Bassi | Thiemo de Bakker | Paesi Bassi | Robin Haase       | 254      | 2              |
| Cile        | Jorge Aguilar    | Argentina   | Federico Delbonis | 336      | 3              |
| Argentina   | Renzo Olivo      | Argentina   | Marco Trungelliti | 379      | 4              |

- Ranking al 27 maggio 2013.

### Altri partecipanti
Coppie che hanno ricevuto una wild card:
- Marco Cecchinato /  Alessio di Mauro
- Omar Giacalone /  Gianluca Naso
- Walter Trusendi /  Matteo Viola

## Vincitori

### Singolare
Dušan Lajović ha battuto in finale  Robin Haase con il punteggio di 7–6(4), 6–3.

### Doppio
Dominik Meffert /  Philipp Oswald hanno battuto in finale  Alessandro Giannessi /  Potito Starace con il punteggio di 6–2, 6–3.